# 왕실 조달 허가증
왕실 조달 허가증(royal warrant of appointment)은 왕실의 신하나 저명한 인사에게 물품이나 서비스를 제공하는 사람들에게 국가가 주는 것이다. 오스트리아-헝가리, 덴마크, 네덜란드, 벨기에, 스웨덴, 일본, 프랑스, 모나코, 포르투갈, 로마, 프로이센, 바이에른, 이탈리아, 러시아 등에서 허가증이 제공되었다. 역사적으로 기록된 최초의 왕실 조달 허가증은 헨리 2세가 1155년에 위버스 컴퍼니(Weavers’ Company)에게 준 것이다.

## 같이 보기
- 왕실 특별 허가증 (Royal Charter)
- 어용달 (御用達)